# 杰弗里·朱克斯
杰弗里·朱克斯（英語：Geoffrey Jukes，1950年11月21日—），新西兰男子射击运动员。他曾代表新西兰参加1994年、1998年和2002年英联邦运动会射击比赛，其中1994年英联邦运动会获得一枚银牌。